# Euceraea sleumeriana
Euceraea sleumeriana är en videväxtart som beskrevs av Julian Alfred Steyermark och Maguire. Euceraea sleumeriana ingår i släktet Euceraea och familjen videväxter. Inga underarter finns listade i Catalogue of Life.